# Trattato di Qadeš
Il trattato di Qadeš ("Kinza" in lingua ittita) fu il trattato siglato nel 1259 a.C. tra il re ittita Hattušili III e il faraone egizio Ramses II in seguito alla battaglia di Qadeš del 1274 a.C. È considerato il più antico trattato di pace esistente. 

## Contenuto e versioni
Fu copiato in numerosi esemplari scritti in caldeo, la lingua della diplomazia dell'epoca, su preziose foglie d'argento; vari esemplari sono stati ritrovati a Ḫattuša, capitale ittita, mentre altre copie furono rinvenute in Egitto. Dagli archivi reali di Ḫattuša è emersa anche una versione in argilla, contenente la versione in ittita del trattato.
Il testo del trattato di pace di Qadeš appare ancor oggi un modello per l'equilibrio con cui è stato sancito, tanto che una sua copia è esposta nella sede dell'ONU a New York. Entrambi i contendenti, sebbene sul fronte interno si reputassero vincitori, erano infatti consapevoli della sostanziale parità delle loro forze e della necessità di porre fine stabilmente al conflitto.
Il trattato, ritrovato sia nella versione egizia sia in quella ittita, prevedeva un patto di non aggressione, il riconoscimento dei reciproci confini, regole sull'estradizione dei fuggitivi e un patto di mutua assistenza in caso di attacco da parte di terzi. Per suggellare l'accordo Ramses sposò una principessa ittita, Maathorneferura, figlia di Hattusili. Il trattato, comunque, perse ben presto di importanza per l'Egitto, poiché arrivò una seconda ondata di popolazioni indoeuropee (popoli del Mare) che travolse gli Ittiti.